# Derocheilocaris angolensis
Derocheilocaris angolensis är en kräftdjursart som beskrevs av Robert Raymond Hessler 1972. Derocheilocaris angolensis ingår i släktet Derocheilocaris och familjen Derocheilocarididae. Inga underarter finns listade i Catalogue of Life.